# NGC 5820
NGC 5820 é uma galáxia lenticular (S0) localizada na direcção da constelação de Boötes. Possui uma declinação de +53° 53' 09" e uma ascensão recta de 14 horas, 58 minutos e 39,9 segundos.
A galáxia NGC 5820 foi descoberta em 5 de Maio de 1788 por William Herschel.